# Пшилясек
Пшилясек (пол. Przylasek) — село в Польщі, у гміні Плятерувка Любанського повіту Нижньосілезького воєводства.
Населення — 36 осіб (2011).
У 1975-1998 роках село належало до Єленьоґурського воєводства.

## Демографія
Демографічна структура станом на 31 березня 2011 року:
|          | Загалом | Допрацездатний вік | Працездатний вік | Постпрацездатний вік |
| -------- | ------- | ------------------ | ---------------- | -------------------- |
| Чоловіки | 19      | 2                  | 16               | 1                    |
| Жінки    | 17      | 5                  | 9                | 3                    |
| Разом    | 36      | 7                  | 25               | 4                    |